# Ferney
Ferney – jednostka osadnicza w Stanach Zjednoczonych, w stanie Dakota Południowa, w hrabstwie Brown.